# Королівська бібліотека (Турин)
Королівська бібліотека (Турин) (італ. Biblioteca Reale (Torino)) — традиційна назва бібліотеки, що була створена у місті Турин у першій половині 19 ст.

## Історія створення
В королівському зібранні були живопис і книги. Частку книг викрали під час наполеонівської навали. Ще частину король Карл Альберт подарував у бібліотеку Туринського університету. Напередодні 1839 року король зажадав створити бібліотеку із тих залишків, що були після крадіжок вояками Наполеона Бонапарта і передач у Туринський університет. Наказ на організаційні роботи по створенню бібліотеки отримав граф Мікеле Саверіо Прована Саббіоне. У новий заклад король Карло Альберто передав усі книги власного зібрання. До них додали видання від різних донаторів.
В подальшому зростанням збірок бібліотеки опікувався королівський бібліотекар Доменко Проміс, котрий комплектував відділки з геральдики, військової історії, історії королівства обох Сицилій, нумізматики тощо.
Інвентар новоствореної бібліотеки на 1840 рік нараховував вже 30.000 видань. Бібліотеку розмістили в крилі королівського палацу. Пристосування під бібліотеку зробили за проектом архітектора Пеладжо Пеладжи. Він же розробив декор у стилі грізайль, котрий виконали на стелі художники Марко Антоніо Тріфольї та Анжело Мойя 1841 року.
Значущість бібліотеки у 19 ст. створювали за рахунок придбання рідкісних і антикварних видань, інкунабул з додачею збірок друкованої графіки та оригінальних малюнків художників. Все це потроху почала отримувати і Королівська бібліотека у Турині.
Королівський трон Італії після її об'єднання у єдину державу посів представник савойської династії Віктор Еммануїл II. Він мало звертав уваги на Королівську бібліотеку у Турині, позаяк був заклопотаний залишити ефектний слід у новоствореній державі. Відтак він опікувався меценатськими справами у престижних містах Флоренції та у самому Римі. Королівська бібліотека у Турині в цей період зростала мало і повільно лише за рахунок дарунків та наказа отримувати обов'язковий зразок кожного видання у краї безкоштовно.
Тим не менше за період існування бібліотека отримала декілька художньо вартісних видань, малюнки художників Західної Європи, приватні архіви, старовинні мапи, друковану графіку.

## Приміщення
Бібліотека не має окремого приміщення. Її розмістили у Королівському палаці, а бібліотечні раритети зберігають у підмуркових коморах.

## Фонди, перелік
- 200.000 друкованих книг
- 187 інкунабул (першодруки)
- 4500 рукописів
- 3055 малюнків різних століть і декількох європейських шкіл
- власне зібрання старовинних мап
- власна колекція друкованої графіки тощо.

## Обрані твори з колекції малюнків

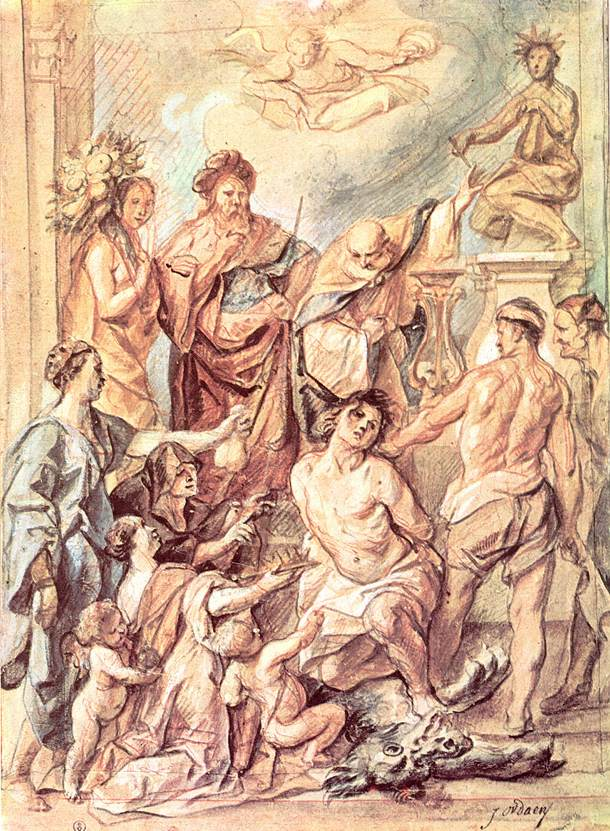
Якоб Йорданс. «Мучеництво св. Квентіна», малюнок до картини, бл. 1650 р.

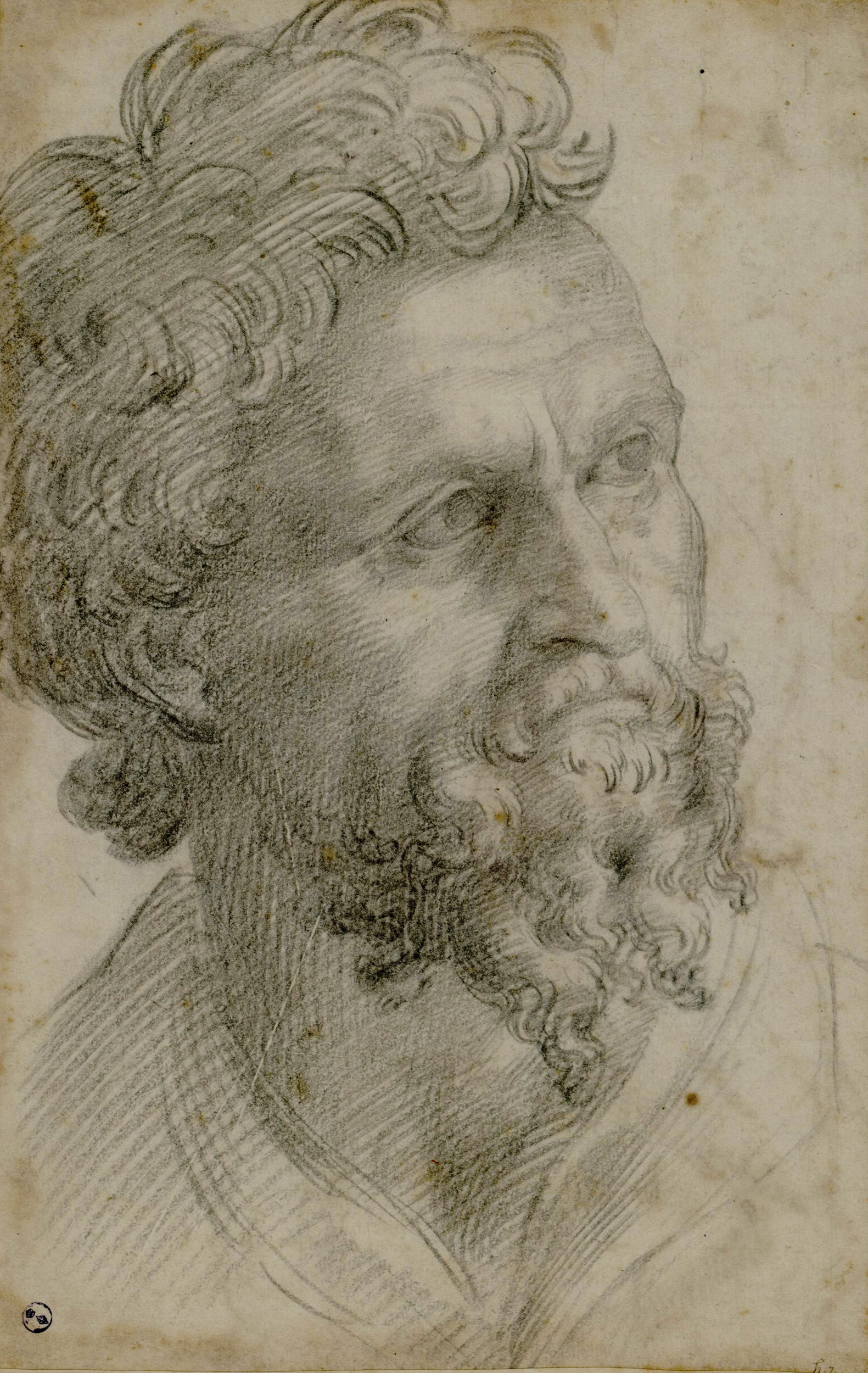
Бенвенуто Челліні, «Бородань», 16 ст.
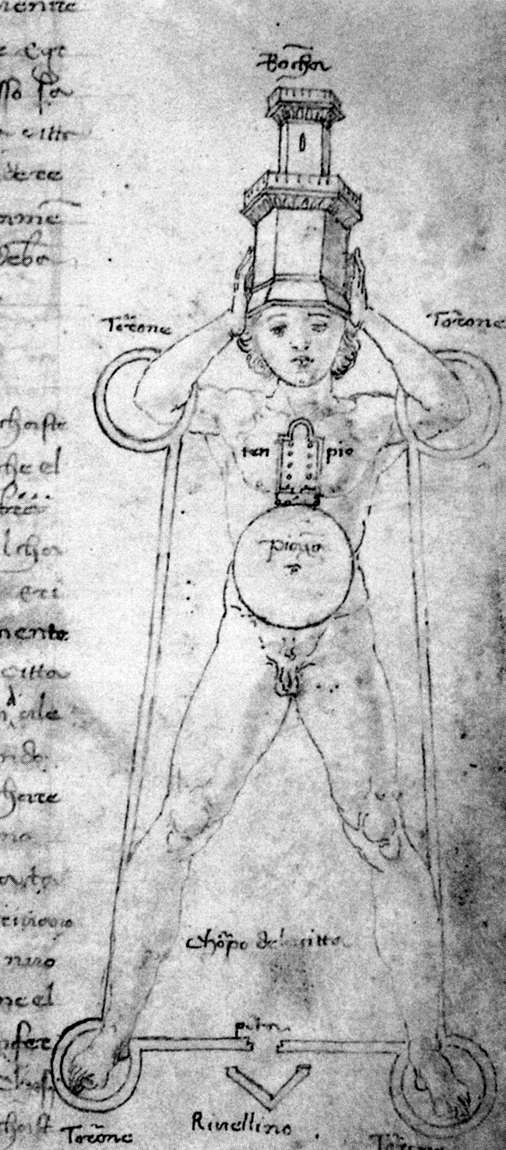
Франческо ді Джорджо, малюнок до трактата про архітектуру, бл. 1470 р.
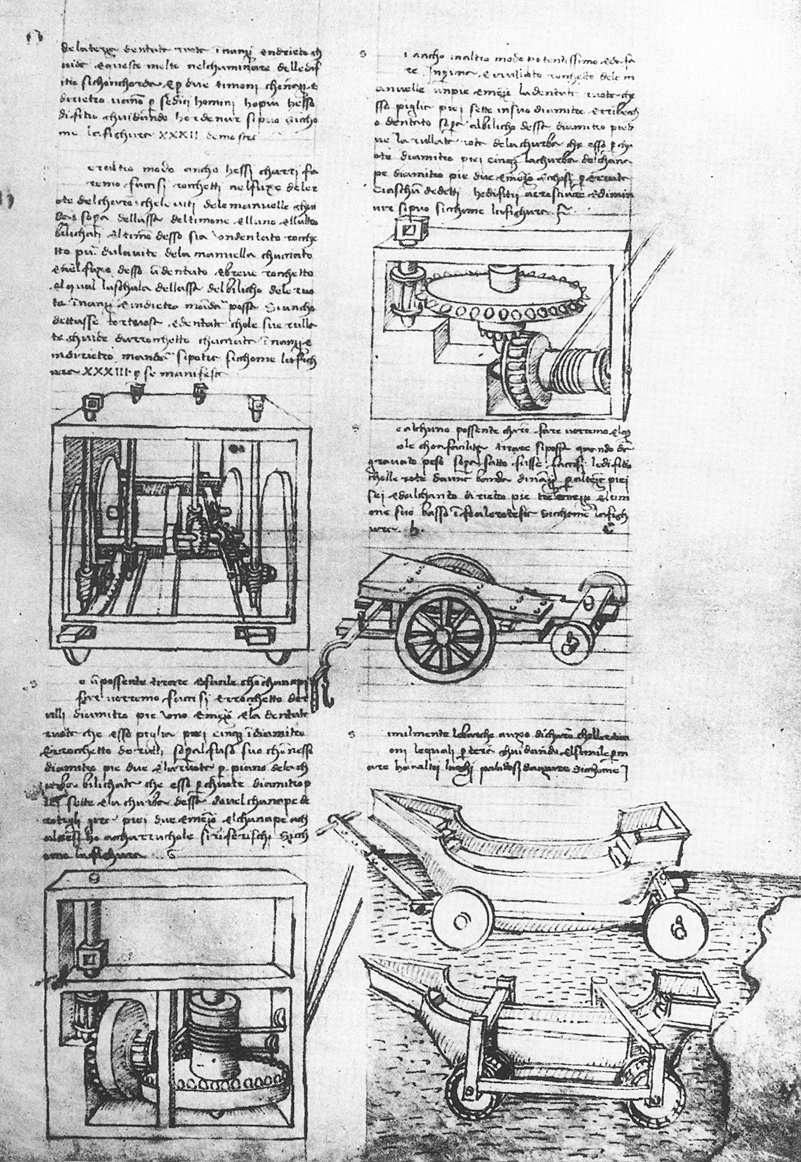
Франческо ді Джорджо, сторінка рукопису з малюнками до трактата про архітектуру, бл. 1470 р.
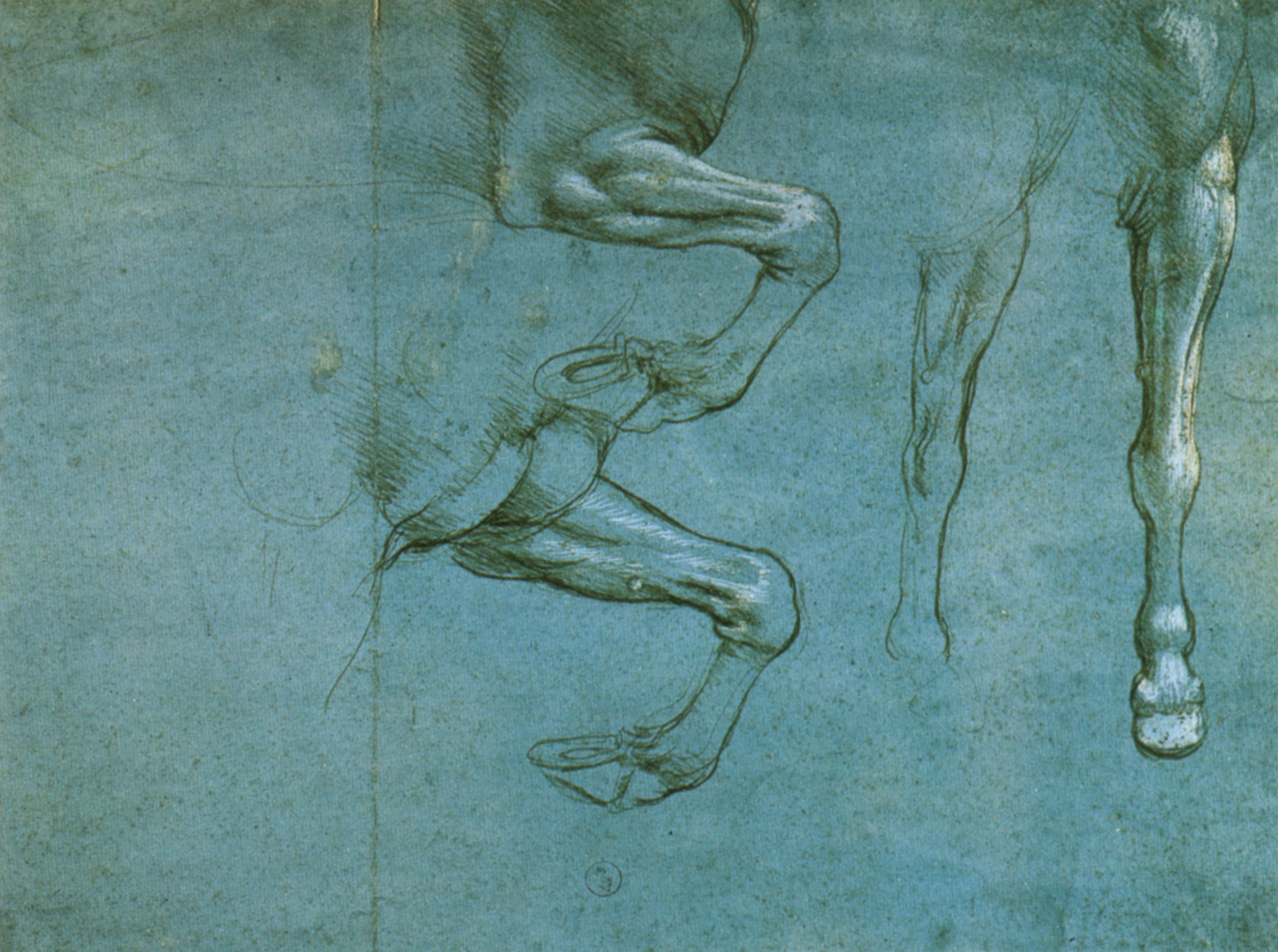
Леонардо да Вінчі. Замальовки конячих ніг, бл. 1490 р.

## Скарби бібліотечного зібрання
- Збірка малюнків Леонардо да Вінчі, серед котрих і так званий автопортрет у пізньому віці. Трактат про птахів, повернутий у бібліотеку російським колекціонером Федором Сабашниковим, коли той дізнався, що рукопис Леонардо був викрадений і потайки проданий йому.
- Архів, недруковані рукописи і партітури композитора Антоніо Вівальді
- Колекція малюнків західноєвропейських майстрів Італії, Швейцарії, Німеччини, Фландрії тощо.